# الدواقعة (كشر)

تعديل مصدري - تعديل

الدواقعة هي إحدى قرى عزلة العبيسه+العبادلة بمديرية كشر التابعة لمحافظة حجة، بلغ تعداد سكانها 261 نسمة حسب تعداد اليمن لعام 2004.